# 東林寺城

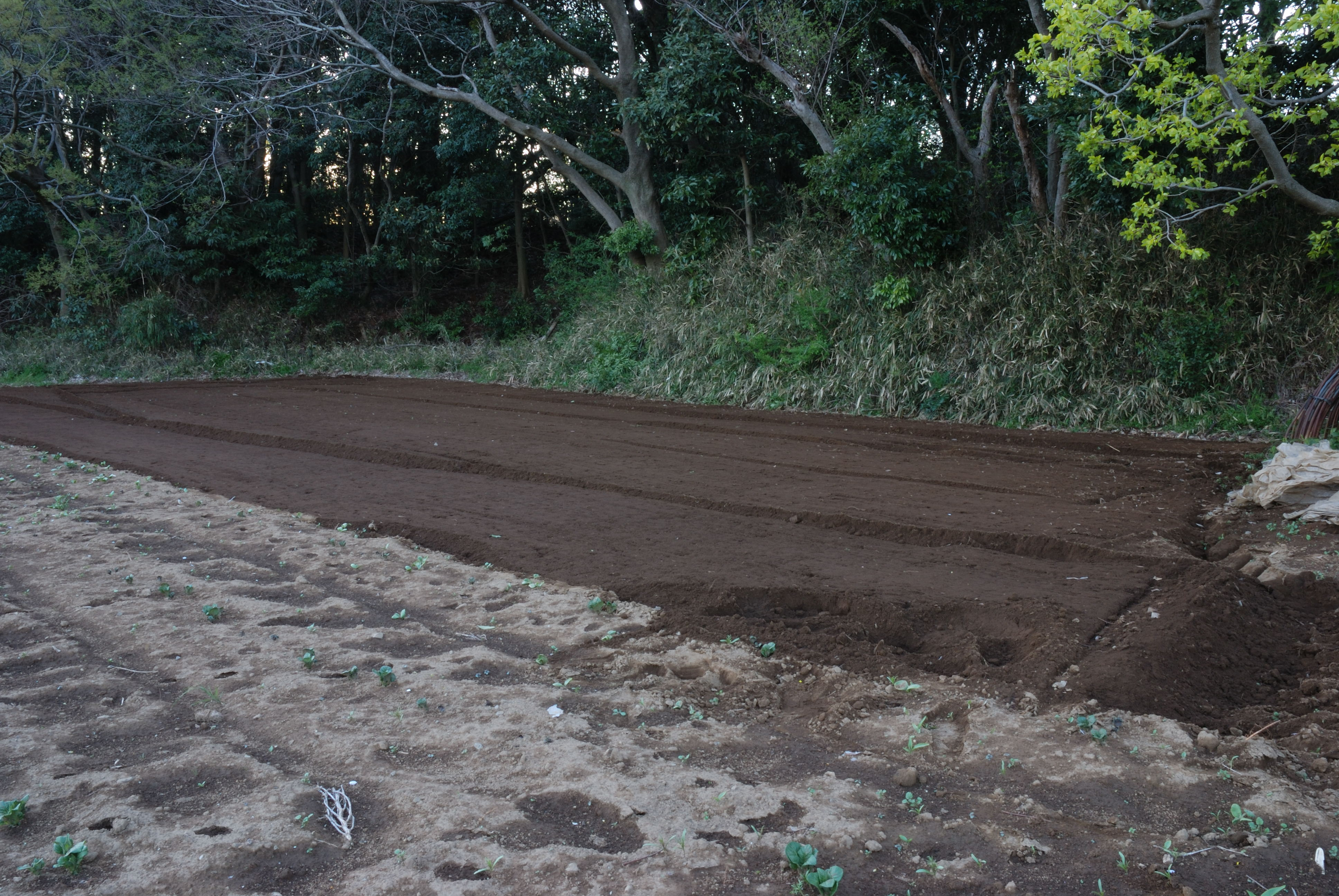
三郭土塁

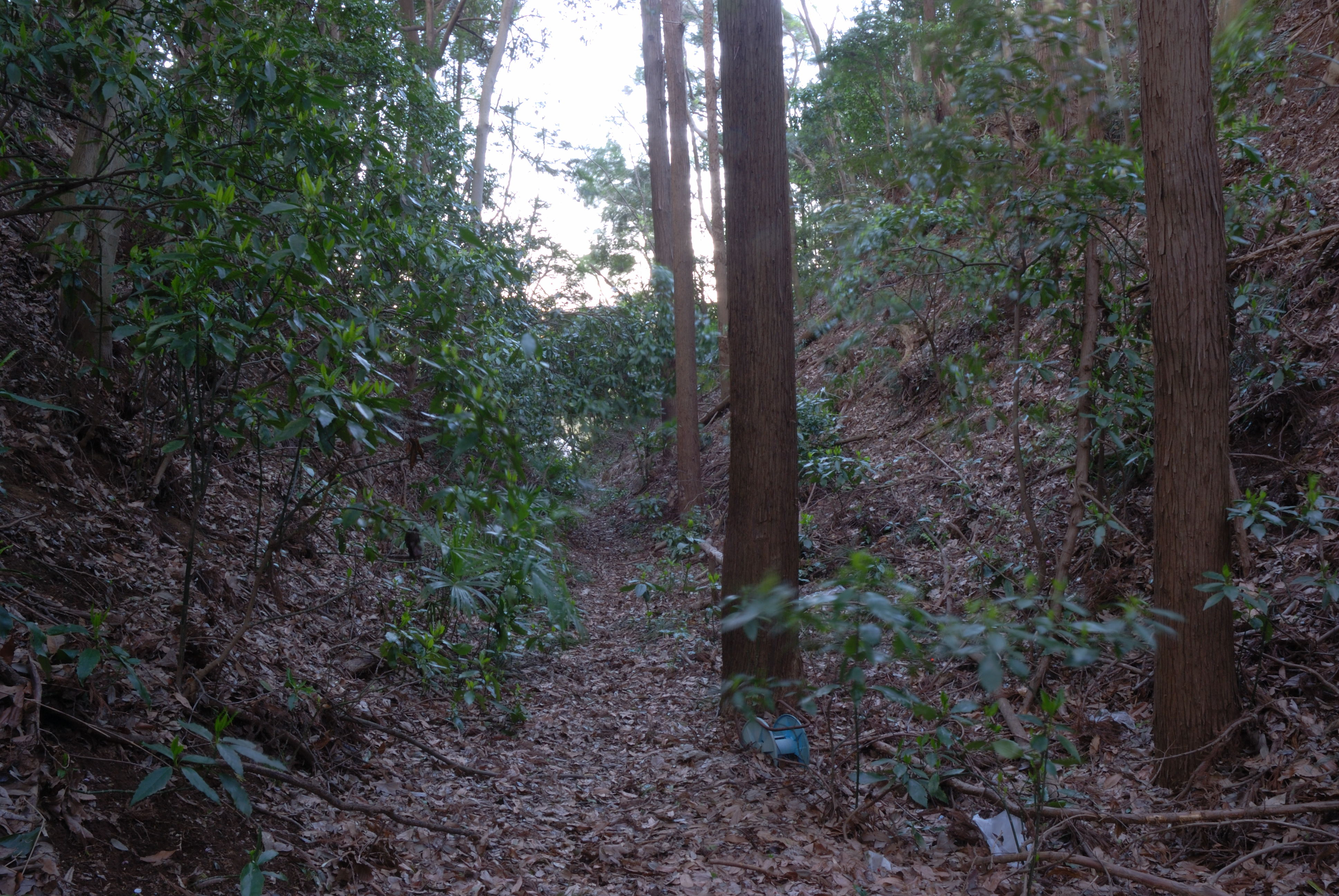
三郭空堀

東林寺城（とうりんじじょう）は、茨城県牛久市新地町にあった日本の城。

## 概要
東林寺城は、牛久城を拠点に勢力を張った岡見氏によって築かれた平山城で、牛久城同様、岡見氏及び後北条氏方の拠点として用いられたものと考えられている。城の地積は大きく、南北150m、東西70mの規模を有する。同じく大規模な城郭である牛久城とは指呼の距離であり、また、牛久在番衆の一翼を担った井田氏の坂田城と構造が酷似していることから、牛久在番との関連を指摘する向きもある。

## 歴史・沿革
- 永禄年間（1558年〜1570年）、岡見氏により築城されたものと考えられている。
- 永禄9年（1566年）の『上杉家文書』の「小田氏治味方地利覚書」では木原城主の近藤氏の一族が東林寺城の城主と記されている[1]。
- 天正10年代（1582年〜1591年）の「岡見氏本知行等覚書写」では牛久城主と同じく岡見氏が東林寺城の城主と記されている[1]。
- 結城氏家来の野口豊前は、東林寺城攻めを書きとめている。
- その後の東林寺城については詳らかではないが、小田原征伐の際に廃城になったものと考えられる。

## 構造
牛久沼に向かって延びる舌状台地に位置し、郭（曲輪）が南北に一直線に並ぶ梯郭式の城郭である。先端部の一郭から四郭まで4つの郭を重ねる。
各郭の間には土塁及び空堀が設けられ、土塁は横矢掛りを備え、二郭及び三郭の虎口は前面に馬出しが設けられていた。外郭の四郭にも土塁及び空堀が存在するが、他郭のものと比べて著しく規模が小さい。

## 考古資料

### 遺構
牛久沼岸の一郭の大部分が土採りにより失われているが、二郭から四郭までの遺構が良く残る。特に三郭の土塁及び空堀は保存状態が良く、虎口前面に設けられていた馬出しは失われているものの、横矢掛りを伴う土塁及び空堀が現存する。